# Rhodacaroidea
Super-famille
Les Rhodacaroidea Oudemans, 1939 sont une super-famille d'acariens Mesostigmata. Elle contient six familles et plus de 500 espèces.

## Classification
- Digamasellidae Evans, 1957
- Euryparasitidae Antony, 1987
- Laelaptonyssidae Womersley, 1956
- Panteniphididae Antony, 1987
- Ologamasidae Ryke, 1962
- Rhodacaridae Oudemans, 1902